# Catching Up with Depeche Mode
Pe piața americană Catching Up with Depeche Mode este a doua compilație de single-uri. În anul anterior, doar în SUA a fost lansată compilația "People are People", preluată și în Japonia.
Această compilație a fost lansată inițial în Marea Britanie sub numele original de "The Singles 81→85". În 1998, a fost relansată mondial sub numele "The Singles 81>85".
Pentru a nu stârni confuzii, varianta americană se găsește în această pagină dedicată. La înșiruirea de albume, cel anterior și cel posterior corespund situației din piața americană a acelei perioade. Din acest motiv, varianta britanică nu este prezentă în înșiruirea de aici, așa cum varianta aceasta nu este prezentă în înșiruirea din pagina variantei britanice, numite "The Singles 81→85". Așadar, albumul "The Singles 81→85" este descris aici.
Diferă de "The Singles 81→85", prin absența pieselor "Leave In Silence", "Get The Balance Right", "Everything Counts" și "People Are People". În schimb, are în plus piesele "Flexible" și "Fly on the Windscreen".

## Remasterizarea din 1998
Albumul a fost remasterizat în 1998 și relansat cu tracklistul britanic cu două piese în plus. Astfel, în SUA abia în 1998 a ajuns albumul cu titlul din Marea Britanie.

## Ediții și conținut

### Ediția originală
Ediție comercială în SUA
- cat.# 25346-2 (album pe CD, lansat de Sire)

1. "Dreaming Of Me" (Single Version) - 3:44
2. "New Life" (Album Version) - 3:44
3. "Just Can't Get Enough" (Album Version) - 3:36
4. "See You" (Single Version) - 3:53
5. "The Meaning Of Love" (Album Version) - 3:04
6. "Love In Itself" (2 - Single Version) - 3:55
7. "Master And Servant" (Single Version) - 3:50
8. "Blasphemous Rumours" (Single Version) - 5:04
9. "Somebody" (Remix) - 4:21
10. "Shake The Disease" (Single Version) - 4:46
11. "Flexible" (Single Version) - 3:09
12. "It's Called A Heart" (Single Version) - 3:48
13. "Fly on the Windscreen" (Single Version) - 5:05

### Edițiile pe vinil (12") și casetă audio (MC)
Ediții comerciale în SUA
fața A:
1. "Dreaming Of Me" (Single Version) - 3:44
2. "New Life" (Album Version) - 3:44
3. "Just Can't Get Enough" (Album Version) - 3:36
4. "See You" (Single Version) - 3:53
5. "The Meaning Of Love" (Album Version) - 3:04
6. "Love In Itself" (2 - Single Version) - 3:55
7. "Master And Servant" (Single Version) - 3:50

fața B:
1. "Blasphemous Rumours" (Single Version) - 5:04
2. "Somebody" (Remix) - 4:21
3. "Shake The Disease" (Single Version) - 4:46
4. "Flexible" (Single Version) - 3:09
5. "It's Called A Heart" (Single Version) - 3:48
6. "Fly on the Windscreen" (Single Version) - 5:05

## Single-uri
1. "Get the Balance Right" (7 septembrie 1983)
2. "Shake the Disease" (30 octombrie 1985)
3. "It's Called a Heart" (22 ianuarie 1986)